# Stoplesteinan

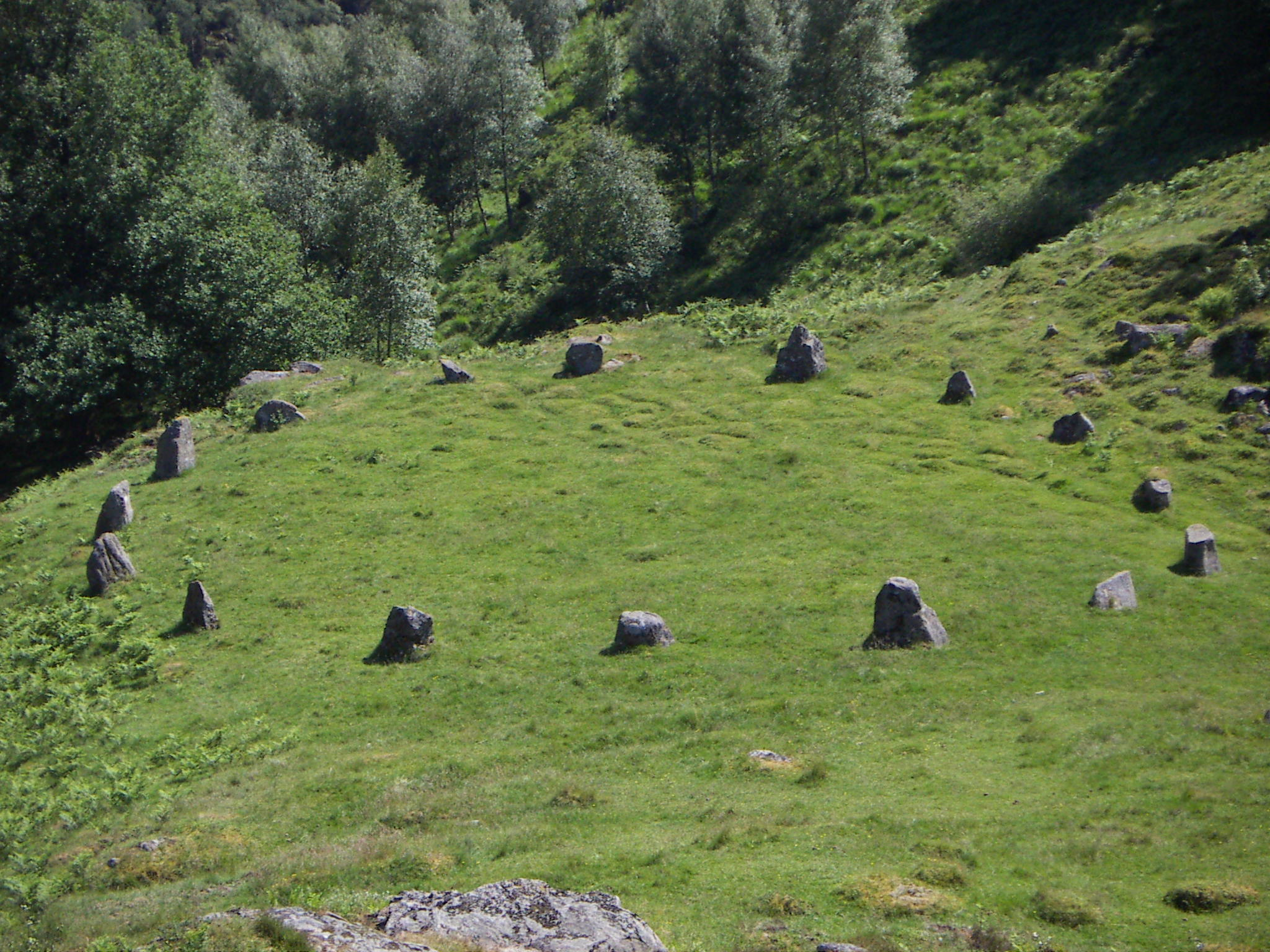
Stoplesteinan

Stoplesteinan (oder Stoplesteinane) ist ein Steinkreis (norwegisch Steinsirkel) bei Egersund in der Kommune Eigersund im norwegischen Fylke Rogaland, an der Dalane-Küste.
Stoplesteinan besteht aus 16 Megalithen, die einen Kreis von etwa 21,0 m Durchmesser bilden. Einige der Blöcke sind 1,2 m hoch und einen Meter breit. Die alte Straße "St. Olavs Weg" zwischen Egersund und Sokndal geht am Steinkreis vorbei. Das Alter des Kreises ist ungeklärt, allerdings werden vergleichbare Anlagen in die Bronze- und Eisenzeit datiert.
Der Name leitet sich vermutlich vom altnordischen stopla ab, was so viel wie stapeln bedeutet.